# Latinh hóa tiếng Nga
Chuyển tự Latinh tiếng Nga là một việc cần thiết để viết ký âm các tên hay các địa danh dưới dạng tiếng Nga sang dạng phiên âm trong các ngôn ngữ dùng ký tự Latinh, ví dụ như tiếng Việt. Việc chuyển tự còn cần thiết cho thao tác văn bản tiếng Nga trên máy tính nhưng lại không có bàn phím (JCUKEN) hoặc chương trình xử lý văn bản chuyên biệt để nhập ký tự Cyrill. Trong trường hợp này, họ có thể sử dụng một công cụ (phần mềm) cho phép họ có thể nhập phiên âm Latinh trên bàn phím của họ (QWERTY) rồi tự động chuyển đổi văn bản sang các ký tự Cyrill (chẳng hạn như phần mềm VietKey).

## Các phương pháp chuyển tự tiếng Nga thông dụng
Có một số phương pháp chuyển tự Latinh cho ký tự Cyrill của Nga, tuy nhiên, không có phương pháp nào chiếm ưu thế phổ biến. Trong thực tế, việc phiên âm thường được thực hiện mà không có bất kỳ tiêu chuẩn thống nhất nào.

### Phương pháp chuyển tự khoa học
Phương pháp chuyển tự khoa học, còn có tên là International Scholarly System (hay "Hệ thống Chuyển tự Hàn lâm Quốc tế), là một hệ thống đã được dùng trong ngôn ngữ học từ thế kỷ XIX. Cách này sử dụng một dạng của bảng ký tự Latinh đã được mở rộng, dựa trên cơ bản bảng chữ cái tiếng Séc và hình thành nên cơ sở của hệ thống GOST và ISO.

### Phương pháp GOST
GOST là chuyển tự của ГОСТ (tiếng Nga: государственный стандарт, Gosudarstvennyy Standart, Tiêu chuẩn nhà nước), trong tiếng Nga. Đây là phương pháp được dùng tại Liên Xô trước đây và một phần tại Nga sau này.

#### OST 8483
OST 8483 là tiêu chuẩn đầu tiên của Liên Xô về Latinh hóa tiếng Nga, được giới thiệu vào ngày 16 tháng 10 năm 1935.

#### GOST 16876-71 (1973)
Tiêu chuẩn này được phát triển bởi Cơ quan đo đạc và bản đồ quốc gia thuộc Hội đồng Bộ trưởng Liên Xô. GOST 16876-71 được sử dụng trong hơn 30 năm và là hệ thống Latinh hóa duy nhất không sử dụng dấu phụ. Nó về sau được thay thế bằng GOST 7.79-2000.

#### ST SEV 1362 (1978)
Tiêu chuẩn này tương đương với GOST 16876-71 và được thông qua như một tiêu chuẩn chính thức của COMECON.

#### GOST 7.79-2000 (2002)
GOST 7.79-2000 là một tiêu chuẩn được phát triển trên cơ sở của tiêu chuẩn ISO 9:1995. Nó được sử dụng như là tiêu chuẩn chính thức của cả Nga và Cộng đồng các Quốc gia Độc lập (CIS).

#### GOST 52535.1-2006 (2006)
GOST 52535.1-2006 là tiêu chuẩn được phát triển trên cơ sở của tiêu chuẩn ICAO, sử dụng trong giấy tờ, chứng thư du lịch, nhằm có thể đọc, nhận dạng ký tự bằng máy quét. Tiêu chuẩn này được sử dụng tại Nga trong một thời gian ngắn (2010-2013) và sau đó được thay thế bằng GOST R ISO/IEC 7501-1-2013, tuy không chứa phiên bản Latinh hóa, nhưng trực tiếp đề cập đến quá trình Latinh hóa ICAO.

#### Biển báo đường bộ
Tên trên các biển báo đường phố và đường bộ ở Liên Xô đã được Latinh hóa theo tiêu chuẩn GOST 10807-78 (bảng 17, 18), được sửa đổi bởi GOST R 52290-2004 mới hơn của Nga (bảng Г.4, Г.5). Các phiên bản Latinh hóa trong cả hai tiêu chuẩn thực tế là giống hệt nhau.

### Phương pháp ISO 9
Đây là phương pháp chyển tự của Tổ chức Tiêu chuẩn hoá Quốc tế (International Organization for Standardization, hay ISO). Phương pháp này dùng thêm các dấu để biểu diễn một ký tự Cyrill bằng một ký tự Latinh. Đây là phương pháp bảo tồn dạng gốc và, do đó, cho phép việc chuyển tự sang bất cứ ngôn ngữ nào dùng ký tự Latinh cũng như việc chuyển tự ngược lại tiếng Nga.

#### ISO/R 9
ISO/R 9 được thành lập vào năm 1954 và được cập nhật vào năm 1968, là một tiêu chuẩn được thông qua phiên âm khoa học của ISO, bao gồm tiếng Nga và bảy ngôn ngữ Slav khác.

#### ISO 9:1995
ISO 9:1995 là tiêu chuẩn chuyển ngữ hiện hành của ISO, được phát triển từ ISO/ R 9:1968. Đối với tiếng Nga, hai tiêu chuẩn này giống nhau ngoại trừ trong cách xử lý năm chữ cái hiện đại. ISO 9:1995 là hệ thống độc lập, không phụ thuộc ngôn ngữ đầu tiên của một ký tự cho một ký tự tương đương (bằng cách sử dụng dấu phụ) thể hiện trung thực bản gốc và cho phép phiên âm ngược cho văn bản Cyrill trong bất kỳ ngôn ngữ đương đại nào.

### Phương pháp củaLiên Hợp Quốc
Đây là một phương pháp chuyển tự do UNGEGN (United Nations Group of Experts on Geographical Names, Nhóm chuyên viên về Địa danh Liên Hợp Quốc) đề nghị vào năm 1987, phát triển từ phiên bản năm 1983 của GOST 16876-71, đề xuất cách ký âm Latinh cho các tên địa lý tiếng Nga. Tuy nhiên, phương pháp này ít phổ biến và chỉ có thể được tìm thấy trong một số ấn phẩm bản đồ quốc tế.

### Phương pháp ALA-LC
ALA-LC là viết tắt của America Library Association - Library of Congress (Hiệp hội Thư viện Hoa Kỳ - Thư viện Quốc hội Hoa Kỳ). Đây là phương pháp chuyển tự các tiếng dùng ký tự Cyrill sang ký tự Latinh của nhiều thư viện tại Bắc Mỹ. Phương pháp này bảo đảm sự chính xác sau khi chuyển tự nhưng cần thêm các dấu và, nhiều khi, dùng hai ký tự Latinh cho một ký tự Cyrill -- một điều ít khi được thực hành.

### Phương pháp Tiêu chuẩn Anh
British Standard 2979:1958 là hệ thống phương pháp chuyển tự chính của Nhà xuất bản Đại học Oxford (Oxford University Press), và một biến thể đã được Thư viện Anh (British Library) sử dụng để phân loại các ấn phẩm có được đến năm 1975 (hệ thống Thư viện Quốc hội được sử dụng cho các vụ mua lại mới hơn).

### Phương pháp BGN/PCGN
Hệ thống ký âm địa lý BGN/PCGN do Ủy ban Tên gọi địa lý Hoa Kỳ (United States Board on Geographic Names - BGN) và Ủy ban thường trực Tên gọi địa lý sử dụng chính thức của Anh (Permanent Committee on Geographical Names for British Official Use - PCGN) đặt ra để dùng trong các tài liệu địa lý thuộc khối Anglophones. Một phần của hệ thống này liên quan đến tiếng Nga đã được BGN thông qua vào năm 1944 và PCGN vào năm 1947. Nó tương đối trực quan để đọc và phát âm trong tiếng Anh vì không cần dùng thêm các ký tự đặc biệt nào ngoài 26 ký tự Latinh căn bản. Trong nhiều ấn phẩm, một hình thức đơn giản của hệ thống được sử dụng để hiển thị các phiên bản tiếng Anh của tên tiếng Nga, điển hình là chuyển đổi ë thành yo, đơn giản hóa các kết thúc -iy và -yy thành -y và bỏ qua các dấu nháy đơn cho ъ và ü. Phương pháp này không yêu cầu dấu phụ hoặc chữ cái đặc biệt, mặc dù ký tự xen kẽ (·) có thể được sử dụng để tránh sự mơ hồ. Tuy nhiên, việc không dùng ký tự xen kẽ (·) có thể gây ra các trường hợp nhầm lẫn.

### Phương pháp chuyển tự tên trên hộ chiếu Nga
Trong các hộ chiếu quốc tế của Liên Xô trước đây, phiên âm tên được dựa trên các quy tắc của Pháp (nhưng không có dấu phụ), vì vậy tất cả các tên được phiên âm trong một hệ thống chuyển tự kiểu Pháp.
Năm 1997, hộ chiếu mới của Nga ra đời. Một hệ thống chuyển tự theo kiểu Anh nhưng không có dấu phụ được Bộ Nội vụ Nga ban hành. Tuy nhiên, phương pháp này bị bỏ rơi vào năm 2010.
Năm 2006, tiêu chuẩn GOST 52535.1-2006 được thông qua, trong đó xác định các yêu cầu và tiêu chuẩn kỹ thuật cho hộ chiếu quốc tế của Nga và giới thiệu hệ thống chuyển ngữ của riêng mình. Năm 2010, chính phủ Nga thông qua quyết định sử dụng GOST 52535.1-2006 trong các hộ chiếu được cấp sau năm 2010. Có một số khác biệt nhỏ giữa hệ thống mới và hệ thống cũ, tuy nhiên tiêu chuẩn này cũng bị bỏ rơi vào năm 2013.
Năm 2013, chính phủ Nga quy định các tên trên hộ chiếu Nga sẽ được phiên âm theo phương pháp chuyển tự của hệ thống ICAO. Hệ thống này khác với hệ thống GOST 52535.1-2006 ở hai điểm: ц được phiên âm thành ts (giống như trong các hệ thống trước năm 2010), và ъ được phiên âm thành ie (bổ sung mới).

## Bảng chuyển tự
| Cyrillic                      | Cyrillic       | Khoa học       | ISO 9:1995; GOST 7.79-2000(A) | GOST 7.79-2000(B) | Biển báo đường bộ | ALA-LC         | BS 2979:1958   | BGN/PCGN       | Passport (2013), ICAO |                |                |                |                |                |
| Ký tự hiện tại                | Ký tự hiện tại | Ký tự hiện tại | Ký tự hiện tại                | Ký tự hiện tại    | Ký tự hiện tại    | Ký tự hiện tại | Ký tự hiện tại | Ký tự hiện tại | Ký tự hiện tại        | Ký tự hiện tại | Ký tự hiện tại | Ký tự hiện tại | Ký tự hiện tại | Ký tự hiện tại |
| ----------------------------- | -------------- | -------------- | ----------------------------- | ----------------- | ----------------- | -------------- | -------------- | -------------- | --------------------- | -------------- | -------------- | -------------- | -------------- | -------------- |
| А                             | а              | a              | a                             | a                 | a                 | a              | a              | a              | a                     |                |                |                |                |                |
| Б                             | б              | b              | b                             | b                 | b                 | b              | b              | b              | b                     |                |                |                |                |                |
| В                             | в              | v              | v                             | v                 | v                 | v              | v              | v              | v                     |                |                |                |                |                |
| Г                             | г              | g              | g                             | g                 | g                 | g              | g              | g              | g                     |                |                |                |                |                |
| Д                             | д              | d              | d                             | d                 | d                 | d              | d              | d              | d                     |                |                |                |                |                |
| Е                             | е              | e              | e                             | e                 | e (ye)⁵           | e              | e              | e (ye)¹²       | e                     |                |                |                |                |                |
| Ё                             | ё              | ë              | ë                             | yo                | e (ye, yo)⁶       | ë              | ë ⁸            | ë (yë)¹²       | e                     |                |                |                |                |                |
| Ж                             | ж              | ž              | ž                             | zh                | zh                | zh             | zh             | zh             | zh                    |                |                |                |                |                |
| З                             | з              | z              | z                             | z                 | z                 | z              | z              | z              | z                     |                |                |                |                |                |
| И                             | и              | i              | i                             | i                 | i                 | i              | i              | i              | i                     |                |                |                |                |                |
| Й                             | й              | j              | j                             | j                 | y                 | ĭ              | ĭ ⁸            | y ¹³           | i                     |                |                |                |                |                |
| К                             | к              | k              | k                             | k                 | k                 | k              | k              | k              | k                     |                |                |                |                |                |
| Л                             | л              | l              | l                             | l                 | l                 | l              | l              | l              | l                     |                |                |                |                |                |
| М                             | м              | m              | m                             | m                 | m                 | m              | m              | m              | m                     |                |                |                |                |                |
| Н                             | н              | n              | n                             | n                 | n                 | n              | n              | n              | n                     |                |                |                |                |                |
| О                             | о              | o              | o                             | o                 | o                 | o              | o              | o              | o                     |                |                |                |                |                |
| П                             | п              | p              | p                             | p                 | p                 | p              | p              | p              | p                     |                |                |                |                |                |
| Р                             | р              | r              | r                             | r                 | r                 | r              | r              | r              | r                     |                |                |                |                |                |
| С                             | с              | s              | s                             | s                 | s                 | s              | s ⁹            | s              | s                     |                |                |                |                |                |
| Т                             | т              | t              | t                             | t                 | t                 | t              | t ⁹            | t              | t                     |                |                |                |                |                |
| У                             | у              | u              | u                             | u                 | u                 | u              | u              | u              | u                     |                |                |                |                |                |
| Ф                             | ф              | f              | f                             | f                 | f                 | f              | f              | f              | f                     |                |                |                |                |                |
| Х                             | х              | x (ch)         | h                             | x                 | kh                | kh             | kh             | kh             | kh                    |                |                |                |                |                |
| Ц                             | ц              | c              | c                             | cz (c)³           | ts                | t͡s             | ts ⁹           | ts ¹³          | ts                    |                |                |                |                |                |
| Ч                             | ч              | č              | č                             | ch                | ch                | ch             | ch             | ch             | ch                    |                |                |                |                |                |
| Ш                             | ш              | š              | š                             | sh                | sh                | sh             | sh             | sh             | sh                    |                |                |                |                |                |
| Щ                             | щ              | šč             | ŝ                             | shh               | shch              | shch           | shch           | shch ¹³        | shch                  |                |                |                |                |                |
| Ъ                             | ъ              | ʺ              | ʺ                             | ʺ                 | '                 | ʺ ⁷            | " (")¹⁰        | ˮ              | ie                    |                |                |                |                |                |
| Ы                             | ы              | y              | y                             | y'                | y                 | y              | ȳ (ui)¹¹       | y ¹³           | y                     |                |                |                |                |                |
| Ь                             | ь              | ʹ              | ʹ                             | ʹ                 | '                 | ʹ              | ' (')          | ʼ              | –                     |                |                |                |                |                |
| Э                             | э              | è              | è                             | e'                | e                 | ė              | é ⁸            | e ¹³           | e                     |                |                |                |                |                |
| Ю                             | ю              | ju             | û                             | yu                | yu                | i͡u             | yu             | yu             | iu                    |                |                |                |                |                |
| Я                             | я              | ja             | â                             | ya                | ya                | i͡a             | ya             | ya             | ia                    |                |                |                |                |                |
| Ký tự dùng trước năm 1918     |                |                |                               |                   |                   |                |                |                |                       |                |                |                |                |                |
| І                             | і              | i              | ì                             | i (i')⁴           | –                 | ī              | ī              | –              | –                     |                |                |                |                |                |
| Ѳ                             | ѳ              | f (th)¹        | f̀                             | fh                | –                 | ḟ              | ḟ              | –              | –                     |                |                |                |                |                |
| Ѣ                             | ѣ              | ě              | ě                             | ye                | –                 | i͡e             | ê              | –              | –                     |                |                |                |                |                |
| Ѵ                             | ѵ              | i (ü)¹         | ỳ                             | yh                | –                 | ẏ              | y̆              | –              | –                     |                |                |                |                |                |
| Ký tự dùng trước thế kỷ XVIII |                |                |                               |                   |                   |                |                |                |                       |                |                |                |                |                |
| Є                             | є              | (j)e¹          | –                             | –                 | –                 | ē              | –              | –              | –                     |                |                |                |                |                |
| Ѥ                             | ѥ              | je¹            | –                             | –                 | –                 | i͡e             | –              | –              | –                     |                |                |                |                |                |
| Ѕ                             | ѕ              | dz (ʒ)¹        | ẑ                             | js                | –                 | ż              | –              | –              | –                     |                |                |                |                |                |
| Ꙋ                             | ꙋ              | u              | –                             | –                 | –                 | ū              | –              | –              | –                     |                |                |                |                |                |
| Ѡ                             | ѡ              | ô (o)¹         | –                             | –                 | –                 | ō              | –              | –              | –                     |                |                |                |                |                |
| Ѿ                             | ѿ              | ôt (ot)¹       | –                             | –                 | –                 | ō͡t             | –              | –              | –                     |                |                |                |                |                |
| Ѫ                             | ѫ              | ǫ (u)¹         | ǎ                             | –                 | –                 | ǫ              | –              | –              | –                     |                |                |                |                |                |
| Ѧ                             | ѧ              | ę (ja)¹        | –                             | –                 | –                 | ę              | –              | –              | –                     |                |                |                |                |                |
| Ѭ                             | ѭ              | jǫ (ju)¹       | –                             | –                 | –                 | i͡ǫ             | –              | –              | –                     |                |                |                |                |                |
| Ѩ                             | ѩ              | ję (ja)¹       | –                             | –                 | –                 | i͡ę             | –              | –              | –                     |                |                |                |                |                |
| Ѯ                             | ѯ              | ks             | –                             | –                 | –                 | k͡s             | –              | –              | –                     |                |                |                |                |                |
| Ѱ                             | ѱ              | ps             | –                             | –                 | –                 | p͡s             | –              | –              | –                     |                |                |                |                |                |
| Cyrillic                      | Cyrillic       | Khoa học       | ISO9:1995; GOST 2002(A)       | GOST 2002(B)      | Biển báo đường bộ | ALA-LC         | BS 2979:1958   | BGN/PCGN       | Passport (2013), ICAO |                |                |                |                |                |

Chú ý
* ALA-LC: ъ không được chuyển tự khi tại cuối chữ.
† BGN/PCGN: ye và yë được dùng để làm nhẹ (iotation) một phụ âm đầu, và sau một nguyên âm, như й, ъ hay ь.